# نیروهای اسدالله الغالب در عراق و شام
نیروهای اسدالله الغالب در عراق و شام (عربی: قوات اسد الله الغالب في العراق والشام) که بیشتر با نام اصلی آن (عربی: لواء اسد الله الغالب في العراق والشام) یا به اختصار LAAG شناخته می شود، یک گروه شبه نظامیِ شیعه است که در سراسر عراق فعالیت می کند. این نام از لقب امام علی گرفته شده است. 

## همچنین ببینید
- فهرست گروه های مسلح در جنگ داخلی سوریه
- لواء ابو الفضل العباس